# Bricherasio
Bricherasio là một đô thị ở tỉnh Torino trong vùng Piedmont, có vị trí cách khoảng 40 km về phía tây nam của Torino, nước Ý. Tại thời điểm ngày 31 tháng 12 năm 2004, đô thị này có dân số 4.101 người và diện tích là 22,6 km².
Bricherasio giáp các đô thị: Angrogna, San Secondo di Pinerolo, Prarostino, Osasco, Garzigliana, Luserna San Giovanni, Cavour, Campiglione-Fenile, và Bibiana.